# Кубок Італії з футболу 1965—1966
Кубок Італії з футболу 1965—1966 — 19-й розіграш Кубка Італії з футболу. У турнірі взяли участь 38 італійських клубів. Титул володаря кубка Італії втретє здобула «Фіорентіна», який у фіналі переграла «Катандзаро», що на момент проведення турніру виступав у Серії B.

## Календар
| Раунд            | Дата               | Матчі | Клуби   |
| ---------------- | ------------------ | ----- | ------- |
| Перший раунд     | 29 серпня 1965     | 17    | 38 → 21 |
| Перехідний раунд | 6 жовтня 1965      | 1     | 21 → 20 |
| Другий раунд     | 4-7 листопада 1965 | 8     | 20 → 12 |
| Третій раунд     | 5-22 грудня 1965   | 5     | 12 → 8  |
| 1/4 фіналу       | 6 січня 1966       | 4     | 8 → 4   |
| 1/2 фіналу       | 9 лютого 1966      | 2     | 4 → 2   |
| Фінал            | 19 травня 1966     | 1     | 2 → 1   |

## Перший раунд
| Команда 1       | Рахунок | Команда 2                  |
| --------------- | ------- | -------------------------- |
| 29 серпня 1965  |         |                            |
| Алессандрія (2) | 1:3     | Лаціо                      |
| Брешія          | 2:1     | Мантова (2)                |
| Катандзаро (2)  | 2:0     | Мессіна (2)                |
| Дженоа (2)      | 0:3     | Фіорентіна                 |
| Верона (2)      | 0:1     | Аталанта                   |
| Віченца         | 2:0     | Падова (2)                 |
| Лекко (2)       | 0:1     | Варезе                     |
| Ліворно (2)     | 2:0 дч  | Рома                       |
| Модена (2)      | 1:0     | Болонья                    |
| Монца (2)       | 1:2 дч  | Аурора Про Патрія 1919 (2) |
| Новара (2)      | 0:1     | Кальярі                    |
| Піза (2)        | 0:1     | СПАЛ                       |
| Потенца (2)     | 0:0 дч* | Фоджа                      |
| Реджана (2)     | 1:1 дч* | Палермо (2)                |
| Реджина (2)     | 0:1     | Катанія                    |
| Трані (2)       | 1:2     | Наполі                     |
| Венеція (2)     | 1:1 дч* | Сампдорія                  |

* - Потенца, Венеція та Палермо пройшли до наступного раунду після жеребкування.

## Перехідний раунд
| Команда 1     | Рахунок | Команда 2                  |
| ------------- | ------- | -------------------------- |
| 6 жовтня 1965 |         |                            |
| Потенца (2)   | 2:2 дч* | Аурора Про Патрія 1919 (2) |

* - Потенца пройшла до наступного раунду після жеребкування.

## Другий раунд
| Команда 1        | Рахунок | Команда 2      |
| ---------------- | ------- | -------------- |
| 4 листопада 1965 |         |                |
| Катанія          | 3:2     | Брешія         |
| Наполі           | 0:1     | Катандзаро (2) |
| Фіорентіна       | 4:1     | Палермо (2)    |
| Віченца          | 2:0     | Модена (2)     |
| Венеція (2)      | 0:1     | Лаціо          |
| СПАЛ             | 2:0     | Потенца (2)    |
| Ліворно (2)      | 1:2     | Варезе         |
| 7 листопада 1965 |         |                |
| Кальярі          | 0:1     | Аталанта       |

## Третій раунд
| Команда 1      | Рахунок       | Команда 2 |
| -------------- | ------------- | --------- |
| 5 грудня 1965  |               |           |
| Аталанта       | 0:2           | СПАЛ      |
| Варезе         | 2:2 пен. 5:4* | Віченца   |
| 8 грудня 1965  |               |           |
| Катандзаро (2) | 3:1           | Лаціо     |
| Фіорентіна     | 1:0           | Катанія   |

* - результат матчу було скасовано і було призначене перегравання.
Перегравання
| Команда 1      | Рахунок | Команда 2 |
| -------------- | ------- | --------- |
| 22 грудня 1965 |         |           |
| Варезе         | 0:1     | Віченца   |

## 1/4 фіналу
| Команда 1      | Рахунок      | Команда 2      |
| -------------- | ------------ | -------------- |
| 6 січня 1966   |              |                |
| Мілан          | 1:3          | Фіорентіна     |
| Катандзаро (2) | 0:0 пен. 4:1 | Торіно         |
| Віченца        | 1:2          | Інтернаціонале |
| СПАЛ           | 1:4 дч       | Ювентус        |

## 1/2 фіналу
| Команда 1     | Рахунок | Команда 2      |
| ------------- | ------- | -------------- |
| 9 лютого 1966 |         |                |
| Фіорентіна    | 2:1     | Інтернаціонале |
| Ювентус       | 1:2     | Катандзаро (2) |

## Фінал
| 19 травня 1966 |

| «Фіорентіна»           | 2:1 дч | «Катандзаро» (2) |
| ---------------------- | ------ | ---------------- |
| Хамрін 30' Бертіні 30' |        | Маркіоро 49'     |

| «Стадіо Олімпіко», Рим Арбітр: Антоніо Спарделла |